# Championnats du monde de cyclisme sur piste 1990
Navigation
Lyon 1989 Stuttgart 1991
Les championnats du monde de cyclisme sur piste 1990 ont eu lieu à Maebashi en Japon en août 1990. Quinze épreuves ont été disputées : 12 par les hommes (5 pour les professionnels et 7 pour les amateurs) et trois par les femmes. 
Ces championnats du monde sont dominés par les pistards soviétiques, vainqueur de quatre titres et de 7 médailles. 

## Résultats

### Hommes

#### Podiums professionnels
| Compétition            | Or                                  | Argent                     | Bronze                      |
| ---------------------- | ----------------------------------- | -------------------------- | --------------------------- |
| Keirin                 | Michael Hübner Allemagne de l'Est   | Michel Vaarten Belgique    | Claudio Golinelli Italie    |
| Vitesse individuelle   | Michael Hübner Allemagne de l'Est   | Claudio Golinelli Italie   | Stephen Pate Australie      |
| Poursuite individuelle | Viatcheslav Ekimov Union soviétique | Francis Moreau France      | Armand de Las Cuevas France |
| Course aux points      | Laurent Biondi France               | Michael Marcussen Danemark | Danny Clark Australie       |
| Demi-fond              | Walter Brugna Italie                | Peter Steiger Suisse       | Danny Clark Australie       |

#### Podiums amateurs
| Compétition            | Or                                                                                  | Argent                                                               | Bronze                                                              |
| ---------------------- | ----------------------------------------------------------------------------------- | -------------------------------------------------------------------- | ------------------------------------------------------------------- |
| Kilomètre              | Alexandre Kiritchenko Union soviétique                                              | Martin Vinnicombe Australie                                          | Jens Glücklich Allemagne de l'Est                                   |
| Vitesse individuelle   | Bill Huck Allemagne de l'Est                                                        | Curtis Harnett Canada                                                | Jens Fiedler Allemagne de l'Est                                     |
| Poursuite individuelle | Evgueni Berzin Union soviétique                                                     | Valeri Baturo Union soviétique                                       | Mike McCarthy États-Unis                                            |
| Poursuite par équipes  | Union soviétique Valeri Baturo Evgueni Berzin Dmitri Nelyubin Alexander Gontchenkov | RFA Michael Glöckner Stefan Steinweg Erik Weispfennig Andreas Walzer | Australie Brett Aitken Stephen Mcglede Darren Winter Mark Kingsland |
| Course aux points      | Stephen McGlede Australie                                                           | Bruno Risi Suisse                                                    | Jan Bo Petersen Danemark                                            |
| Demi-fond              | Roland Königshofer Autriche                                                         | David Solari Italie                                                  | Andrea Bellati Suisse                                               |
| Tandem                 | Italie Gianluca Capitano Federico Paris                                             | Japon Norihira Inamura Masaru Saito                                  | RFA Uwe Butchmann Markus Nagel                                      |

### Femmes
| Compétition            | Or                                 | Argent                                 | Bronze                         |
| ---------------------- | ---------------------------------- | -------------------------------------- | ------------------------------ |
| Vitesse individuelle   | Connie Paraskevin-Young États-Unis | Renee Duprel États-Unis                | Rita Razmaitė Union soviétique |
| Poursuite individuelle | Leontien van Moorsel Pays-Bas      | Madonna Harris Nouvelle-Zélande        | Barbara Ganz Suisse            |
| Course aux points      | Karen Holliday Nouvelle-Zélande    | Svetlana Samokhvalova Union soviétique | Kristel Werckx Belgique        |

## Tableau des médailles
| Rang | Nation               | Or | Argent | Bronze | Total |
| ---- | -------------------- | -- | ------ | ------ | ----- |
| 1    | Union soviétique     | 4  | 2      | 1      | 7     |
| 2    | Allemagne de l'Est   | 3  | 0      | 2      | 5     |
| 3    | Italie               | 2  | 2      | 1      | 5     |
| 4    | Australie            | 1  | 1      | 4      | 6     |
| 5    | France               | 1  | 1      | 1      | 3     |
| 5    | États-Unis           | 1  | 1      | 1      | 3     |
| 7    | Nouvelle-Zélande     | 1  | 1      | 0      | 2     |
| 8    | Autriche             | 1  | 0      | 0      | 1     |
| 8    | Pays-Bas             | 1  | 0      | 0      | 1     |
| 10   | Suisse               | 0  | 2      | 2      | 4     |
| 11   | Danemark             | 0  | 1      | 1      | 2     |
| 11   | Allemagne de l'Ouest | 0  | 1      | 1      | 2     |
| 11   | Belgique             | 0  | 1      | 1      | 2     |
| 14   | Canada               | 0  | 1      | 0      | 1     |
| 14   | Japon                | 0  | 1      | 0      | 1     |
|      | TOTAL                | 15 | 15     | 15     | 45    |